# Leo Freisinger
Leonard „Leo“ Freisinger (* 7. Februar 1916 in Chicago; † 29. August 1985 in Mission Viejo) war ein US-amerikanischer Eisschnellläufer.
Freisinger startete international erstmals in der Saison 1935/36 bei der Mehrkampf-Weltmeisterschaft in Davos, beendete diesen Wettbewerb aber vorzeitig. Bei den Olympischen Winterspielen 1936 in Garmisch-Partenkirchen belegte er den vierten Platz über 1500 m und holte über 500 m die Bronzemedaille. In den Jahren 1937 und 1938 war er US-amerikanischer Hallenmeister und 1940 nordamerikanischer Freiluftmeister. In der Saison 1937/38 nahm er erneut an der Mehrkampf-Weltmeisterschaft in Davos teil, die er aber ebenfalls vorzeitig beendete. Dort lief er über 500 m mit einer Zeit 41,9 Sekunden einen neuen Weltrekord. Dieser Rekord wurde allerdings von Hans Engnestangen am selben Tag unterboten. Später war er Cheftrainer der Eisschnelllaufmannschaft für die Olympischen Winterspiele 1964 in Innsbruck.

## Persönliche Bestleistungen
| Disziplin | Zeit       | Datum           | Ort   |
| --------- | ---------- | --------------- | ----- |
| 500 m     | 41,9 s     | 5. Februar 1938 | Davos |
| 1500 m    | 2:18,9 min | 5. Februar 1938 | Davos |
| 5000 m    | 8:41,4 min | 5. Februar 1938 | Davos |